# Carrozzeria Pavesi
Die Carrozzeria Ernesto Pavesi (kurz: Pavesi) war ein Karosseriebauunternehmen aus Mailand, Italien, das Serienfahrzeuge panzerte und außerdem auf Kundenwunsch weitergehende Karosseriekonversionen vornahm. Pavesi produzierte seit den 1960er Jahren insbesondere eine Reihe von Sonderkarosserien für die zu Alejandro de Tomasos Unternehmensgruppe gehörenden Marken Maserati und De Tomaso.

## Geschichte
Das Unternehmen wurde 1929 in Mailand gegründet. Pavesi fertigte zunächst Aufbauten für Nutzfahrzeuge und auch Bestattungsfahrzeuge. Nachdem Ernesto Pavesis Sohn Gianpaolo in die Unternehmensleitung eingetreten war, weitete der Betrieb seine Tätigkeit auf die Fertigung von Luxusaufbauten für Personenwagen aus. Pavesi kleidete vor dem Zweiten Weltkrieg Fahrgestelle von Alfa Romeo, Isotta Fraschini und Lancia ein; auch einige Karosserien für Bugatti-Chassis entstanden. Nach Kriegsende veredelte Pavesi im Kundenauftrag Rolls-Royce- und Ferrari-Fahrzeuge. In den 1960er-Jahren entwickelte Pavesi Umbauten für Serienfahrzeuge, von denen ihrerseits in kleine Serien aufgelegt wurden. Hierzu gehören Kombiversionen des Alfa Romeo 1750. Pavesi wurde in dieser Zeit zu einem Spezialisten für Targadächer. Bei Pavesi entstanden Targa-Versionen des Iso Grifo, des Fiat Dino und des De Tomaso Pantera. Ein weiteres Tätigkeitsfeld war die Herstellung gepanzerter Automobile für die italienische Polizei und weitere staatliche Stellen – einige italienische Staatspräsidenten fuhren Fahrzeuge, die Pavesi gepanzert hatte –, aber auch wohlhabende Privatkunden. Für De Tomaso war Pavesi in den 1970er- und 1980er-Jahren im Werksauftrag tätig. Mit Beginn des 21. Jahrhunderts ließ der Karosseriebau deutlich nach. Das Unternehmen beschäftigte sich zuletzt noch mit der Restaurierung von Oldtimern. 2012 stellte es den Betrieb ein.

## Karosserieumbauten von Pavesi

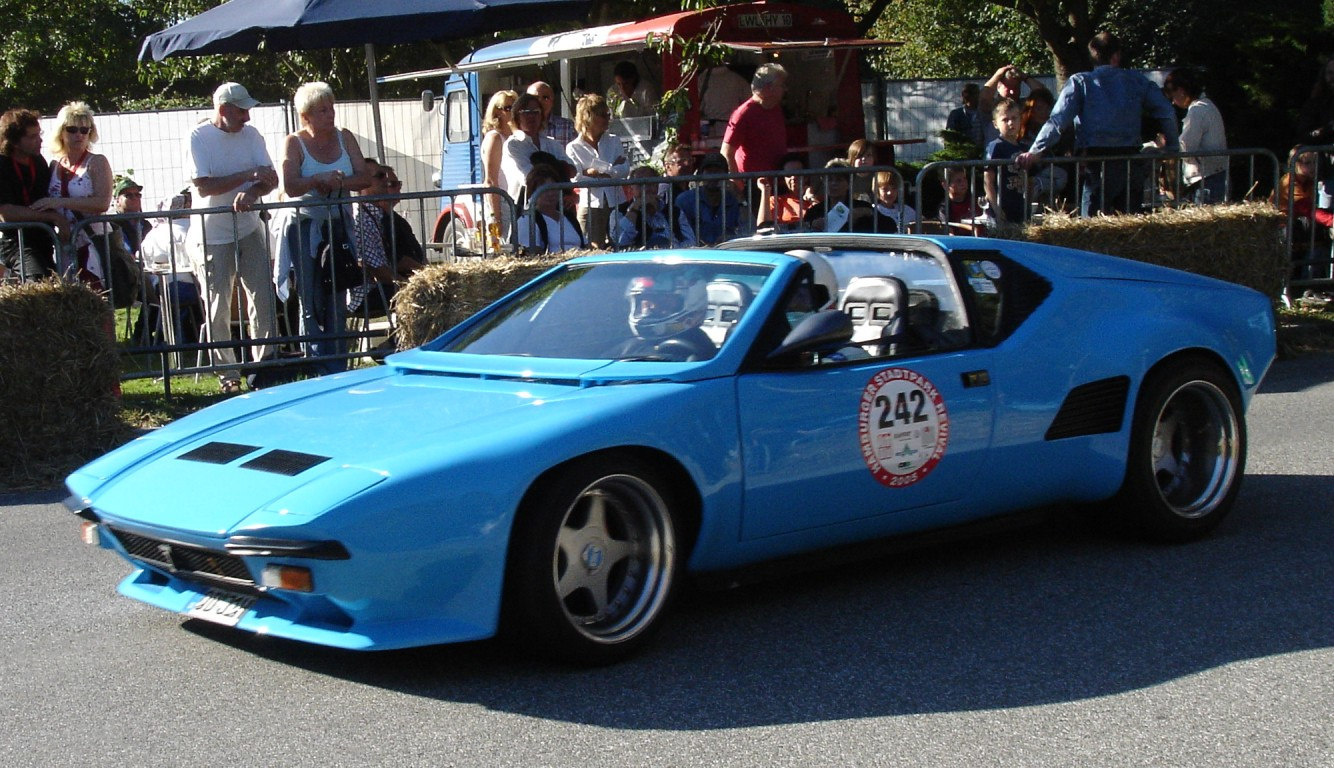
Ein von Pavesi nachträglich mit einem Targadach versehener De Tomaso Pantera

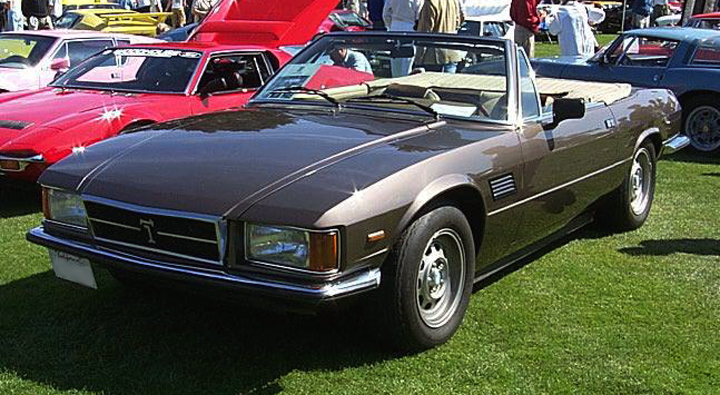
Bei Pavesi zum Spyder umgebaut: De Tomaso Longchamp

- In den späten 1960er Jahren stellte Pavesi eine Targa-Version des Maserati Ghibli her. Das Fahrzeug blieb ein Einzelstück.[1]
- Ab 1981 produzierte Pavesi im Auftrag de Tomasos die Spyder-Version des De Tomaso Longchamp. Pavesi erhielt die kompletten Coupé-Karosserien von Embo, entfernte das Dach und installierte ein Stoffverdeck. Auf diese Weise entstanden 14 Werkscabriolets; daneben baute Pavesi auf Kundenwunsch auch eine Reihe älterer Longchamp-Coupés nachträglich zu Cabriolets um. Neben den Longchamp Spydern existieren außerdem ein oder zwei Cabriolets auf der Basis des Maserati Kyalami[2], der mit dem Longchamp im Wesentlichen identisch ist. Es spricht vieles dafür, dass Pavesi auch diese Umbauten durchführte.
- Pavesi konvertierte im Werksauftrag auch vier De Tomaso Pantera der zweiten Serie zu Targa-Coupés. Außerdem wurden auf Kundenwunsch zahlreiche ältere Pantera entsprechend umgewandelt.
- Drei oder vier Maserati Quattroporte III wurden von Pavesi zu zweitürigen Limousinen umgebaut.
- Pavesi panzerte außerdem eine größere Zahl von De-Tomaso-Deauville- und Maserati-Quattroporte-Limousinen. Einige dieser Fahrzeuge wurden von italienischen Politikern benutzt. Sandro Pertini etwa bevorzugte eine gepanzerte Deauville.